# Pontalinda
Pontalinda es un municipio en el estado de São Paulo en Brasil. La población en el 2004 era de 3.741 personas y el área es de 210,98 km². La elevación es de 435 m sobre el nivel del mar.

## Religión
El Cristianismo está presente en la ciudad de la siguiente manera:

### Iglesia Católica
La iglesia católica del municipio forma parte de la Diócesis de Jales.

### Iglesia Protestante
En la ciudad están presentes las más diversas creencias evangélicas, principalmente pentecostales, incluidas las Asambleas de Dios de Brasil (la iglesia evangélica más grande del país), Congregación Cristiana, entre otras. Estas denominaciones están creciendo cada vez más en todo Brasil.